# Pont Laviolette
Le pont Laviolette est un pont en treillis reliant la ville de Trois-Rivières à Bécancour sur la rive sud du Fleuve Saint-Laurent via l'autoroute 55. Il est le seul pont reliant les deux rives entre Montréal et Québec. C'est le plus long pont à charpente métallique au Québec.
Ce pont constitue un des plus importants symboles de la ville de Trois-Rivières et de la région de la Mauricie.

## Histoire
Dès la fin du XIXe siècle, les résidents des villes avoisinantes commencent à faire pression auprès des gouvernements du Québec et du Canada pour qu'un pont soit construit dans le but de favoriser le développement économique de la région. À l'époque, le transport entre les deux rives se fait par traversier et celui-ci est devenu insuffisant.
Les travaux de construction débutent en 1964 et se terminent en 1967. Un incident tragique survient le 7 septembre 1965 alors qu'un caisson cède en raison de la pression de l'eau. Douze ouvriers perdent alors la vie. Le pont est inauguré le 20 décembre 1967 par le ministre de la voirie, Fernand-Joseph Lafontaine, mettant ainsi fin à l'époque des traversiers à Trois-Rivières. Son nom honore le fondateur de Trois-Rivières, le Sieur de Laviolette.
Le pont Laviolette a subi une réfection majeure comprenant trois phases et une phase préparatoire. Ces travaux ont exigé des fermetures de voies, perturbant la circulation et causant parfois des embouteillages monstres. Ces travaux, comprenant la reconstruction complète du tablier aux approches et l'ajout d'un muret central, se sont terminés en 2007. 
La partie centrale de la dalle de béton, située sous la charpente métallique, fait actuellement l’objet de travaux de remplacement. Datant de la construction d’origine du pont, cette dalle nécessitait une intervention majeure. Les travaux, amorcés en 2022, devraient normalement se terminer en 2025. Cette opération vise à assurer la pérennité de l’ouvrage.

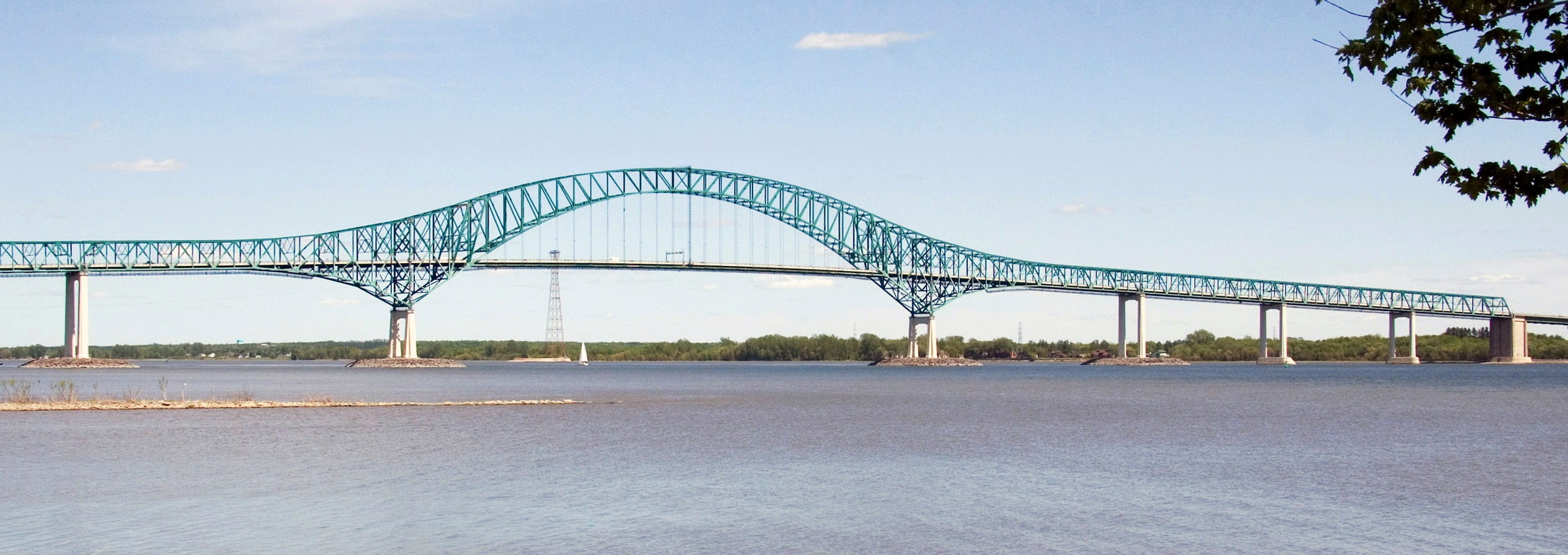

## Caractéristiques

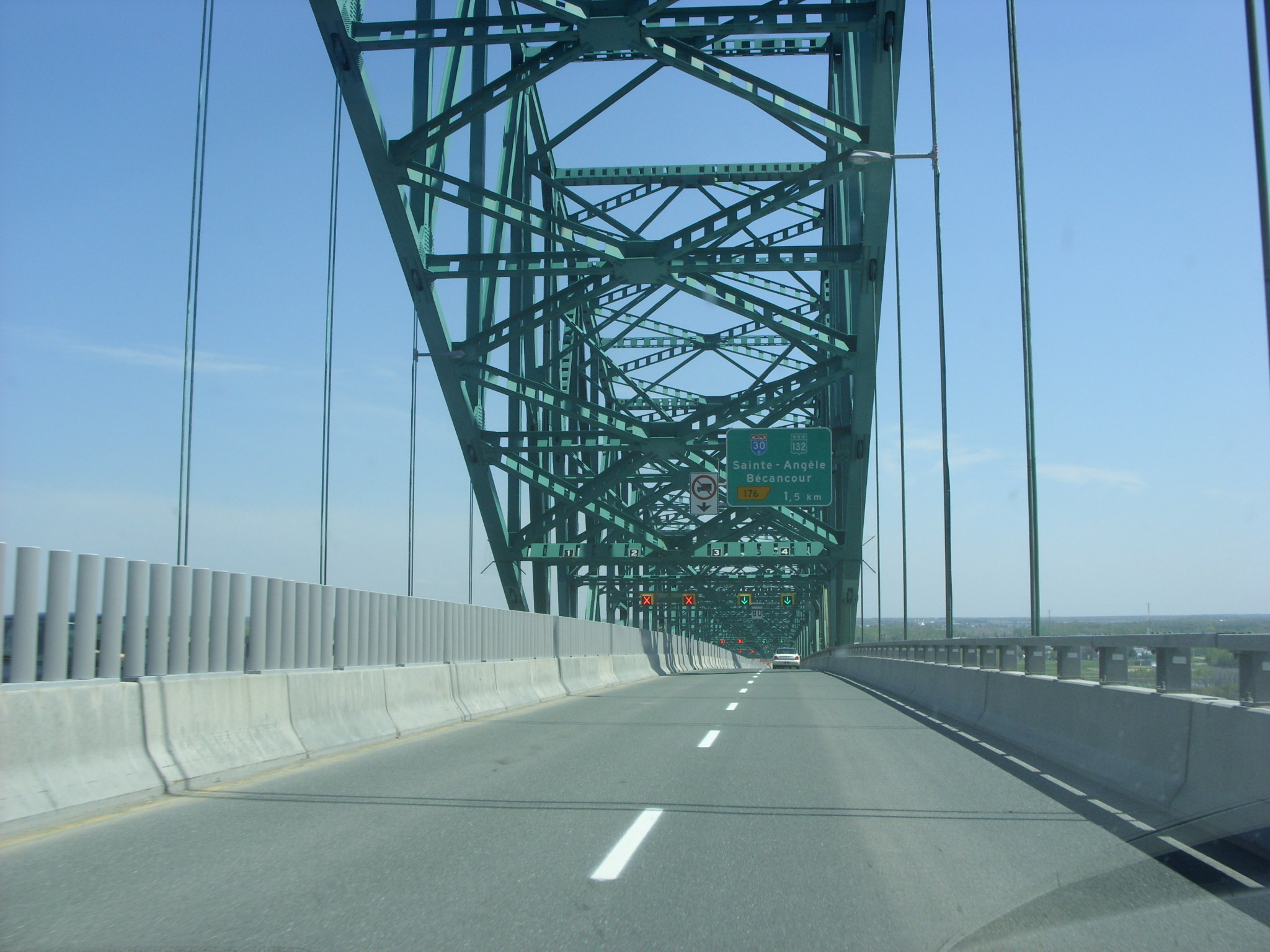
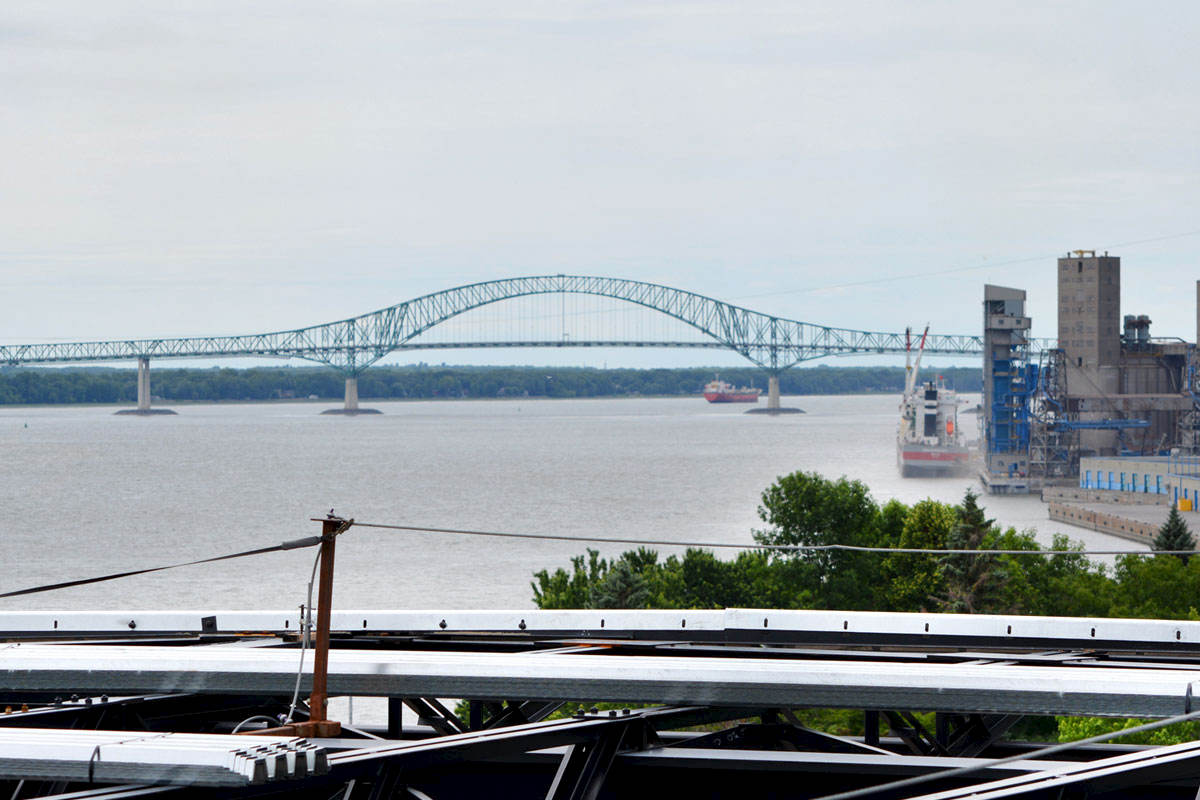
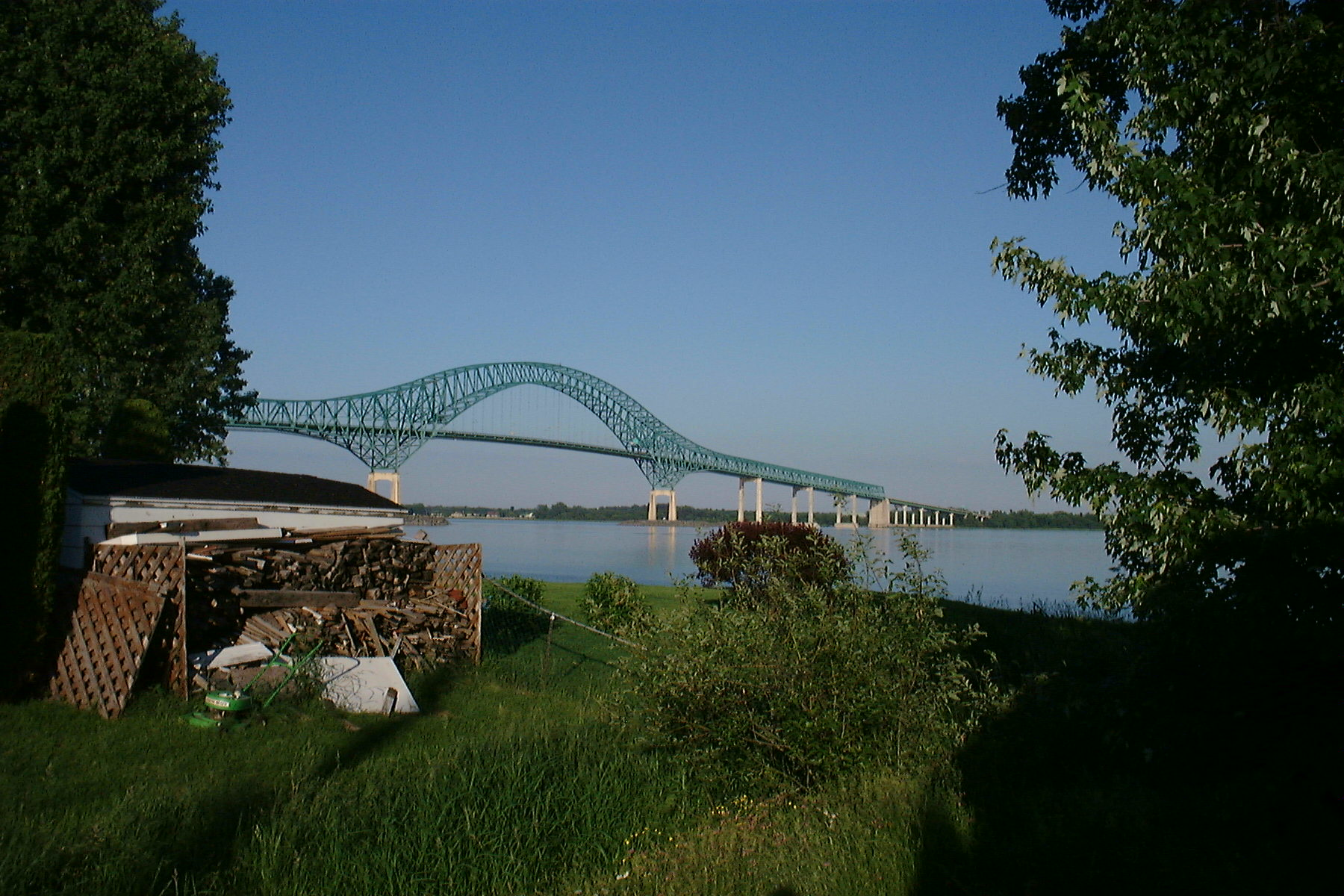
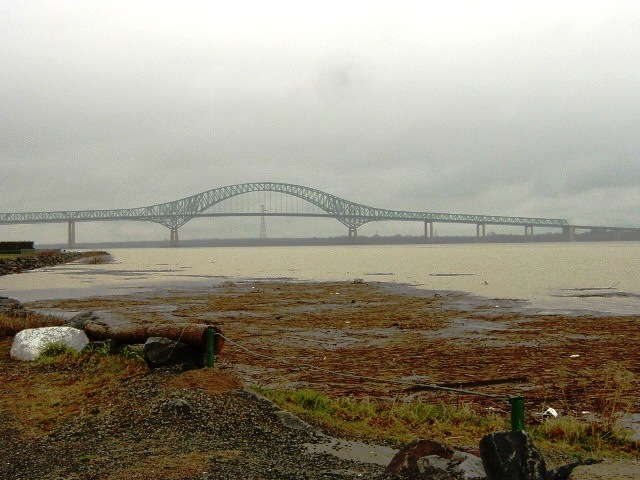
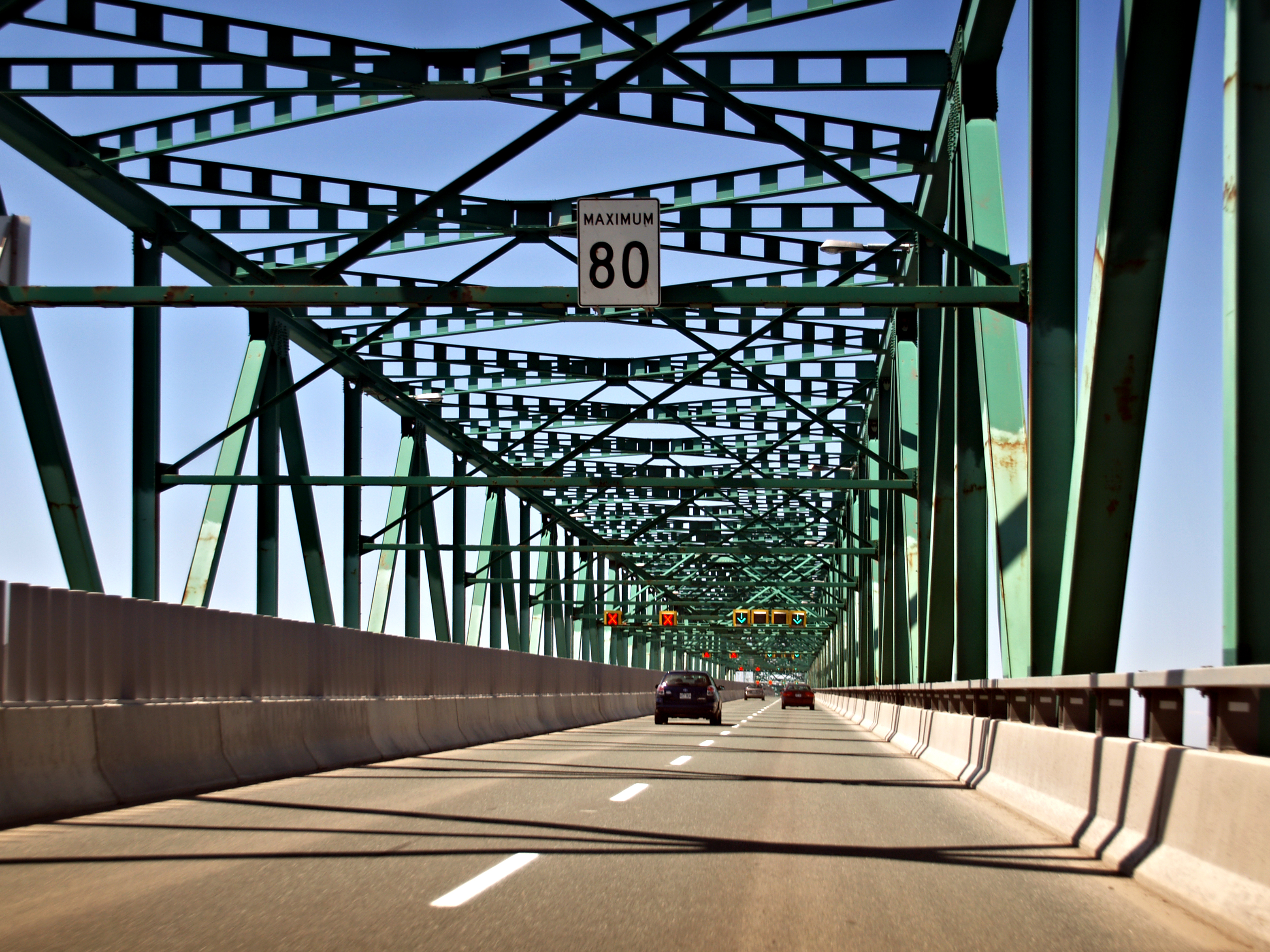

| Construction               | 1964-1967                                                             |
| Coût                       | 50 M$                                                                 |
| Longueur totale            | 2 707 m                                                               |
| La structure comprend      | Une approche nord en acier d'une longueur de 641 m                    |
|                            | Une approche sud en acier d'une longueur de 683 m                     |
|                            | Une structure métallique d'une longueur de 1 383 m, laquelle comprend |
|                            | Deux charpentes en porte-à-faux d'une longueur de 33 m                |
|                            | Une travée centrale en forme d'arche d'une longueur de 335 m          |
|                            | 34 piliers                                                            |
|                            | Environ 28 000 tonnes d'acier                                         |
| Hauteur totale             | 106,6 m                                                               |
| Hauteur maximum du tablier | 54,8 m                                                                |
| Débit de circulation       | Environ 42 000 véhicules par jour (2023)                              |